# Pont de Chartrettes
Le pont de Chartrettes est un ouvrage d'art routier situé sur la Seine entre son éponyme Chartrettes et Bois-le-Roi, en France.

## Situation et accès
L’ouvrage est situé sur les territoires communaux de Chartrettes et Bois-le-Roi, proche de leur agglomération respective. Plus largement, il se trouve dans le département de Seine-et-Marne, en région Île-de-France.

## Histoire
Un pont est est livré à la circulation le 1er mai 1861. Il est reconstruit au début du XXe siècle. Un incident y éclate le 19 avril 1904 lorsqu'une péniche transportant des pierres de taille s'écrase contre l'une de ses piles.